# Emberá tadó
L’emberá tadó est une langue chocó, du sous-groupe des langues embera du Sud, parlée en Colombie, sur les pentes des Andes, dans la région de Risaralda.